# Qatar aux Jeux olympiques d'été de 2020
Le Qatar participe aux Jeux olympiques de 2020 à Tokyo au Japon. Il s'agit de sa 10e participation à des Jeux d'été.

## Médaillés
| Sport         | Discipline             | Athlète(s)         | Performance | Date       |
| ------------- | ---------------------- | ------------------ | ----------- | ---------- |
| Haltérophilie | Moins de 96 kg hommes  | Fares El-Bakh      | 402 kg OR   | 31 juillet |
| Athlétisme    | Saut en hauteur hommes | Mutaz Essa Barshim | 2,37 m      | 1er août   |

| Sport        | Discipline     | Athlète(s)                   | Performance                 | Date   |
| ------------ | -------------- | ---------------------------- | --------------------------- | ------ |
| Beach-volley | Tournoi hommes | Cherif Younousse Ahmed Tijan | Pļaviņš / Točs Victoire 2-0 | 7 août |

| Sport         |   |   |   | Total |
| ------------- | - | - | - | ----- |
| Athlétisme    | 1 | 0 | 0 | 1     |
| Haltérophilie | 1 | 0 | 0 | 1     |
| Beach-volley  | 0 | 0 | 1 | 1     |
| Total         | 2 | 0 | 1 | 3     |

| Jour       |   |   |   | Total |
| ---------- | - | - | - | ----- |
| 31 juillet | 1 | 0 | 0 | 1     |
| 1er août   | 1 | 0 | 0 | 1     |
| 7 août     | 0 | 0 | 1 | 1     |
| Total      | 2 | 0 | 1 | 3     |

| Sexe   |   |   |   | Total |
| ------ | - | - | - | ----- |
| Hommes | 2 | 0 | 1 | 3     |
| Total  | 2 | 0 | 1 | 3     |

## Athlètes engagés
| Sport         | Hommes | Femmes | Total |
| ------------- | ------ | ------ | ----- |
| Athlétisme    | 7      | 1      | 8     |
| Aviron        | 0      | 1      | 1     |
| Haltérophilie | 1      | 0      | 1     |
| Judo          | 1      | 0      | 1     |
| Natation      | 1      | 1      | 2     |
| Tir           | 1      | 0      | 1     |
| Volley-ball   | 2      | 0      | 2     |
| Total         | 13     | 3      | 16    |

## Résultats

### Athlétisme
Le Qatar bénéficie d'une place attribuée au nom de l'universalité des Jeux. Bashair Obaid Al Manwari disputera le 100 mètres féminin.
| Athlète                 | Épreuve | Séries        | Séries  | Demi-finales | Demi-finales | Finale  | Finale  |
| Athlète                 | Épreuve | Temps         | Rang    | Temps        | Rang         | Temps   | Rang    |
| ----------------------- | ------- | ------------- | ------- | ------------ | ------------ | ------- | ------- |
| Femi Ogunode            | 100 m   | 10 min 2 s    | 2e      | 10 min 17 s  | 8e           | Éliminé | Éliminé |
| Abubaker Haydar Abdalla | 800 m   | 1 min 47 s 45 | 6e      | Éliminé      | Éliminé      | Éliminé | Éliminé |
| Abdirahman Saeed Hassan | 1 500 m | Abandon       | Abandon | Éliminé      | Éliminé      | Éliminé | Éliminé |
| Adam Ali Mousab         | 1 500 m | 3 min 42 s 55 | 15e     | Éliminé      | Éliminé      | Éliminé | Éliminé |
| Abderrahman Samba       | 400 m   | 48 s 38       | 1er     | 47 s 47      | 2e           | 47 s 12 | 5e      |

| Athlète                  | Épreuve | Séries      | Séries | Quarts de finale | Quarts de finale | Demi-finales | Demi-finales | Finale   | Finale   |
| Athlète                  | Épreuve | Temps       | Rang   | Temps            | Rang             | Temps        | Rang         | Temps    | Rang     |
| ------------------------ | ------- | ----------- | ------ | ---------------- | ---------------- | ------------ | ------------ | -------- | -------- |
| Bashair Obaid Al Manwari | 100 m   | 13 min 12 s | 6e     | Éliminée         | Éliminée         | Éliminée     | Éliminée     | Éliminée | Éliminée |

| Athlète               | Épreuve           | Qualification | Qualification | Finale      | Finale  |
| Athlète               | Épreuve           | Performance   | Rang          | Performance | Rang    |
| --------------------- | ----------------- | ------------- | ------------- | ----------- | ------- |
| Mutaz Essa Barshim    | Saut en hauteur   | 2,28 m        | 1er           | 2,37 m      | 1er     |
| Ashraf Amgad el-Seify | Lancer du marteau | 71,84 m       | 26e           | Éliminé     | Éliminé |

## Aviron
| Athlète       | Compétition   | Série        | Série | Repêchages    | Repêchages | Quarts de finale | Quarts de finale | Demi-finale                   | Demi-finale | Finale                 | Finale |
| Athlète       | Compétition   | Temps        | Rang  | Temps         | Rang       | Temps            | Rang             | Temps                         | Rang        | Temps                  | Rang   |
| ------------- | ------------- | ------------ | ----- | ------------- | ---------- | ---------------- | ---------------- | ----------------------------- | ----------- | ---------------------- | ------ |
| Tala Abujbara | Skiff féminin | 8 min 6 s 29 | 5e    | 8 min 16 s 88 | 3e         | Non disputé      | Non disputé      | Demi-finale E/F 8 min 24 s 24 | 1re         | Finale E 8 min 22 s 22 | 25e    |

## Beach-volley
La paire masculine Ahmed Tijan/Cherif Younousse remporte la médaille de bronze.
| Athlètes                     | Tour préliminaire                       | Tour préliminaire                       | Tour préliminaire                  | Tour préliminaire | 1/8e de finale                                   | Quarts de finale                     | Demi-finales                                    | Finale / 3e place                    | Finale / 3e place |
| Athlètes                     | Adversaire Score                        | Adversaire Score                        | Adversaire Score                   | Rang              | Adversaire Score                                 | Adversaire Score                     | Adversaire Score                                | Adversaire Score                     | Rang              |
| ---------------------------- | --------------------------------------- | --------------------------------------- | ---------------------------------- | ----------------- | ------------------------------------------------ | ------------------------------------ | ----------------------------------------------- | ------------------------------------ | ----------------- |
| Ahmed Tijan Cherif Younousse | Heidrich / Gerson Victoire 21-17, 21-16 | Carambula / Rossi Victoire 24-22, 21-13 | Gibb / Crabb Victoire 21-18, 21-17 | 1er               | Dalhausser / Lucena Victoire 14-21, 21-19, 15-11 | Lupo / Nicolai Victoire 21-17, 23-21 | Krasilnikov / Stoyanovskiy Défaite 19-21, 17-21 | Pļaviņš / Točs Victoire 21-12, 21-18 | 3e                |

## Haltérophilie
| Athlète       | Compétition           | Arraché  | Arraché | Épaulé-jeté | Épaulé-jeté | Total  | Rang                           |
| Athlète       | Compétition           | Résultat | Rang    | Résultat    | Rang        | Total  | Rang                           |
| ------------- | --------------------- | -------- | ------- | ----------- | ----------- | ------ | ------------------------------ |
| Fares El-Bakh | Moins de 96 kg hommes | 177 kg   | 2e      | 225 kg      | 1er         | 403 kg | Médaille d'or, Jeux olympiques |

## Judo
| Athlète          | Compétition           | 1er tour             | 2e tour             | Quart de finale     | Demi-finale         | Repêchage           | Finale / MB         |
| Athlète          | Compétition           | Adversaire Résultat  | Adversaire Résultat | Adversaire Résultat | Adversaire Résultat | Adversaire Résultat | Adversaire Résultat |
| ---------------- | --------------------- | -------------------- | ------------------- | ------------------- | ------------------- | ------------------- | ------------------- |
| Ayoub El-Idrissi | Moins de 65 kg hommes | Minkou Défaite 00-10 | Éliminé             | Éliminé             | Éliminé             | Éliminé             | Éliminé             |

## Natation
| Athlète              | Épreuve                 | Série         | Série   | Demi-finale | Demi-finale | Finale   | Finale   |
| Athlète              | Épreuve                 | Temps         | Rang    | Temps       | Rang        | Temps    | Rang     |
| -------------------- | ----------------------- | ------------- | ------- | ----------- | ----------- | -------- | -------- |
| Abdulaziz Al-Obaidly | 200 m brasse masculin   | 2 min 23 s 22 | 39e     | Éliminé     | Éliminé     | Éliminé  | Éliminé  |
| Nada Arkaji          | 50 m nage libre féminin | Forfait       | Forfait | Éliminée    | Éliminée    | Éliminée | Éliminée |

## Tir
| Athlète             | Compétition | Qualification | Qualification | Finale  | Finale  |
| Athlète             | Compétition | Points        | Rang          | Points  | Rang    |
| ------------------- | ----------- | ------------- | ------------- | ------- | ------- |
| Mohammed Al-Rumaihi | Trap,       | 121           | 13e           | Éliminé | Éliminé |